# Bau- und Holzarbeiter Internationale
Die Bau- und Holzarbeiter Internationale (BHI) ist eine der globalen Gewerkschaftsföderationen. International tritt dieser Gewerkschaftsbund auch unter den Namen Building and Wood Workers' International (BWI), Internationale des travailleurs du bâtiment et du bois (IBB), BTI und ICM auf.

## Organisationsstruktur
Die BHI vereinigt 356 Mitgliedsgewerkschaften aus der Bau- und Baumaterialienindustrie, der Holzindustrie sowie der Forstwirtschaft und verwandten Industriezweigen mit rund 12 Millionen Mitgliedern in 127 Ländern.
Sitz der Organisation ist Genf. Die BHI verfügt außerdem über Regionalbüros und Projektbüros in Panama und Malaysia, Südafrika, Indien, Australien, Burkina Faso, Bulgarien, Libanon, Kenia, Südafrika, Russland, Argentinien, Peru und Brasilien.
Zum ersten Präsidenten wurde vom Gründungskongress der Bundesvorsitzende der deutschen IG Bauen-Agrar-Umwelt (IG BAU), Klaus Wiesehügel gewählt, der 2009 wiedergewählt wurde. Beim Weltkongress 2013 trat Klaus Wiesehügel nicht wieder an, nachdem er zuvor bereits sein Amt als IG BAU-Bundesvorsitzender abgegeben hatte. Auch sein Stellvertreter Luc van Dessel trat altersbedingt nicht wieder an. Nur der weitere Stellvertreter Per-Olof Sjöö kandidierte erneut. Das aktuelle Präsidium der BHI besteht seit 2013 aus dem Präsidenten Per-Olof Sjöö (GS, Holzarbeitergewerkschaft Schwedens) und seinen beiden Stellvertretern Dietmar Schäfers (Stellvertretender Bundesvorsitzender der IG BAU, Deutschland und Vorsitzender des Ständigen Ausschusses Bau der Europäischen Föderation der Bau- und Holzarbeiter EFBH) und Pierre Cuppens (Generalsekretär der Bau- und Holzgewerkschaft ACV-CSC, Belgien).
Mit den Wahlen ihrer Generalsekretäre setzte die BHI in der internationalen Gewerkschaftsbewegung mehrmals Zeichen: mit der Schwedin Anita Normark als Gründungsgeneralsekretärin (bis zu ihren altersbedingten Ausscheiden 2009) wählte sie erstmals eine Frau in eine solche Funktion und mit ihrem Nachfolger, dem philippinischen Staatsbürger Ambet Yuson (Seit 2009, 2013 wiedergewählt), wählte sie erstmals einen Vertreter eines Entwicklungslandes auf einen solchen Posten.
Zum neuen Generalsekretär wurde mit dem philippinischen Staatsbürger Ambet Yuson erstmals in der Geschichte der internationalen Gewerkschaftsbewegung ein Gewerkschafter aus einem Entwicklungsland gewählt, nachdem Anita Normark aus Altersgründen nicht erneut kandidierte.
Die nationalen Mitgliedsverbände sind in fünf Regionen organisiert. An der Spitze der Region Europa steht seit 2013 als regionaler Vizepräsident Walter Schiavella, der Generalsekretär der italienischen Gewerkschaft FILLEA-CGiL.

## Entstehung
Die BHI wurde am 9. Dezember 2005 von den bisherigen Mitgliedsgewerkschaften des Internationalen Bundes der Bau- und Holzarbeiter (IBBH) und des Weltverbands der Bau- und Holzarbeiter (WVBH) auf einem gemeinsamen Weltkongress in Buenos Aires gegründet.
Mit der Gründung der BHI gelang erstmals die Überwindung der historischen Spaltung der internationalen Gewerkschaftsbewegung in „freie“ (einheitsgewerkschaftlich und sozialdemokratisch orientierte) und „christliche“ (mit religiösen Richtungen verbundenen) Gewerkschaften.
Eine Einbeziehung der kommunistisch orientierten Gewerkschaftsinternationale der Bau- und Holzarbeiter (UITBB) in den Vereinigungsprozess zur BHI gelang nicht.
Dennoch umfasst die BHI mit den Bau- und Holzbranchengewerkschaften der französischen CGT, der spanischen Comisiones Obreras (cc.oo) und der italienischen CGIL sowie den meisten ex-kommunistischen Bau-/Holzgewerkschaften Mittel- und Osteuropas, die bereits ab 1990 der vormaligen IBBH beigetreten waren, mittlerweile viele frühere Mitglieder der UITBB.
Die BHI-Gründung war ein wichtiger Schritt zur Vorbereitung des Zusammenschlusses der ähnlich geprägten internationalen Vereinigungen von Gewerkschaftsdachverbänden, Internationaler Bund Freier Gewerkschaften IBFG und Weltverband der Arbeitnehmer WVA, zum Internationalen Gewerkschaftsbund.

## Ziele und Hauptaktivitäten
Nach ihren eigenen Angaben „ist (es) die Mission der BHI die Entwicklung von Gewerkschaften in der Bau- und Holzindustrie weltweit zu fördern und Arbeitnehmerrechte in Zusammenhang mit nachhaltiger Entwicklung zu fördern und zu stärken.“
Dazu schließt sie u. a. Rahmenabkommen mit multinationalen Konzernen ihrer Branchen und nimmt Einfluss auf internationale staatliche Organisationen wie z. B. die Weltbank mit dem Ziel der Anerkennung der Mindestarbeitsstandards der IAO.
Sie organisiert die Solidarität unter ihren Mitgliedern und hilft durch Bildungsarbeit bei der Entwicklung ihrer Mitgliedsgewerkschaften.
Wichtige Aktivitäten in den vergangenen Jahren waren u. a. der Einsatz für ein weltweites Asbestverbot, der Kampf für faire Arbeitsbedingungen auf den Baustellen zur Fußball-WM 2010 in Südafrika, der Einsatz für eine nachhaltige Bewirtschaftung der Wälder unter Beachtung der sozialen Mindeststandards, der Aufbau mehrerer Schulen für Kinderarbeiter in Entwicklungsländern und weltweite Solidaritätskampagnen zugunsten verfolgter Gewerkschaftsaktivisten.

## Finanzierung
Die BHI finanziert ihre weltweiten Aktivitäten sowohl aus Mitgliedsbeiträgen und Projektbeiträgen ihrer Mitgliedsgewerkschaften als auch aus Projektmitteln von Dritten, wie zum Beispiel der deutschen Friedrich-Ebert-Stiftung, der SAH (Schweizerisches Arbeiterhilfswerk) und der niederländischen Hilfsorganisation FNV mondiaal. Die Mitgliedsbeiträge der BHI sind unter Berücksichtigung der jeweiligen Einkommen in den verschiedenen Ländern gestaffelt. Mitgliedsgewerkschaften aus den Industriestaaten zahlen zurzeit 2,- SFr BHI-Jahresbeitrag für jedes ihrer Mitglieder.